# دور (اکلاهما)
دور(به انگلیسی: Dewar) شهری در ایالت اکلاهما کشور ایالات متحده آمریکا است که جمعیت آن در سرشماری سال ۲۰۱۰ میلادی، ۸۸۸ نفر بوده‌است.